# فرانسین مویومبا
فرانسین فوراها مویومبا (متولد ۱۸ فوریه ۱۹۸۷) فعال اجتماعی و سیاستمدار اهل کنگو است که در حال حاضر به عنوان سناتور در مجلس سنا فعالیت می‌کند. وی پیش از این از نوامبر ۲۰۱۵ تا آوریل ۲۰۱۹ ریاست اتحادیه جوانان پان‌آفریقا (PYU) - نهاد رسمی جوانان اتحادیه آفریقا - را بر عهده داشت.

## اوایل زندگی
مویومبا در سال ۲۰۱۱ با اخذ مدرک لیسانس هنر از دانشگاه نامیبیا (UNAM) فارغ‌التحصیل شد. او در طول دوران تحصیل حضوری فعال در فعالیت‌های دانشجویی داشت و در سال آخر به عنوان رئیس شورای نمایندگان دانشجویان (UNAM SRC) انتخاب شد. این انتخاب او را به اولین دانشجوی بین‌المللی تبدیل کرد که این سمت را در تاریخ دانشگاه نامیبیا به دست آورده است.
مویومبا در این مدت در نامیبیا به عنوان هماهنگ‌کننده کشوری در انجمن سازمان ملل متحد خدمت کرد. پس از پایان تحصیلات و تصدی این سمت، او بین سال‌های ۲۰۱۲ تا ۲۰۱۴ به زادگاهش، جمهوری دموکراتیک کنگو (DRC)، بازگشت تا به جوانان خدمت کند. با تکیه بر تجربه‌اش در فعالیت‌های جوانان در سطح جهانی، او به‌عنوان سخنران دائمی در زمینه مسائل جوانان، از جمله در سازمان ملل متحد، فعالیت می‌کند. او همچنین سمت‌هایی چون ریاست هیئت مدیره فدراسیون ملی کارآفرینان جوانان جمهوری دموکراتیک کنگو، هماهنگ‌کننده کشوری انجمن ملی جوانان DRC، و دبیر دوزبانه مذاکرات صلح دولت DRC با شورشیان M23 در کامپالا، اوگاندا، را بر عهده داشته است. مویومبا در بسیج جوانان منطقه دریاچه‌های بزرگ آفریقا برای مشارکت در مجامع صلح و ثبات نقش داشت و به مدافع حقوق جوانان تبدیل شد. این تلاش‌ها باعث شد او به عنوان اولین رئیس زن اتحادیه جوانان پان‌آفریقایی انتخاب شود، که نماینده تمام جوانان آفریقایی تحت چتر اتحادیه آفریقا بود.

## رئیس اتحادیه جوانان پان آفریقا
مویومبا در سال ۲۰۱۴ به ریاست اتحادیه جوانان پان‌آفریقایی (PYU) برگزیده شد.این اتحادیه به عنوان نماینده رسمی جوانان آفریقایی (که به افراد زیر ۳۵ سال تعریف می‌شوند) عمل می‌کند - گروهی که ۶۵ درصد از جمعیت قاره آفریقا را تشکیل می‌دهند. در دوران ریاست مویومبا بر PYU، او ارتباطات مستحکمی با کمیسیون اتحادیه آفریقا ایجاد کرد تا نقش جوانان را در فرآیندهای تصمیم‌گیری پررنگ‌تر کند. او همچنین زمینه‌ساز گفتگوهای بین‌نسلی و مشارکت دادن صدای جوانان در مسائل سیاسی سراسر قاره آفریقا شد. مویومبا به عنوان نماینده ارشد مسائل جوانان در نهادهای اتحادیه آفریقا و مجامع سران کشورهای عضو فعالیت داشته است. از جمله دستاوردهای او، همکاری با نکوزازانا دلامینی-زوما، رئیس وقت اتحادیه آفریقا، برای تأسیس صندوق‌های توسعه قاره‌ای ویژه جوانان بود.
فرانسین مویومبا به عنوان مدافع صلح در سطح محلی و جهانی شناخته می‌شود. او در جایگاه خود، از کارآفرینی جوانان و ایجاد فرصت‌های شغلی برای آنان به عنوان ابزاری برای تقویت صلح و ثبات در قاره آفریقا حمایت کرده است. مویومبا همچنین نماینده جوانان آفریقایی در جلسات بان کی مون، دبیرکل پیشین سازمان ملل متحد، بوده است. او نخستین رئیس اتحادیه جوانان پان‌آفریقایی است که از زمان تأسیس این سازمان در سال ۱۹۶۲، فرصت یافت تا در مجمع عمومی سازمان ملل به نمایندگی از جوانان آفریقایی سخنرانی کند. علاوه بر این، او با فرستاده ویژه سازمان ملل در امور جوانان همکاری نزدیکی دارد تا مسائل و چالش‌های پیش روی جوانان در سراسر جهان را به گوش جهانیان برساند.
در ادامه فعالیت‌های خود به عنوان رئیس اتحادیه جوانان پان‌آفریقایی (PYU)، مویومبا همکاری با نهادهای بین‌المللی و اتحادیه آفریقا را از طریق مشارکت در اجرای دستور کار ۲۰۶۳ اتحادیه آفریقا، منشور جوانان آفریقا و اهداف برنامه توسعه پایدار ۲۰۳۰ سازمان ملل متحد گسترش داد. مویومبا به عنوان سخنران ثابت در مجامع بین‌المللی جوانان و زنان حضور فعال دارد. در سال ۲۰۱۵، او در رویدادهای مهمی از جمله اجلاس جهانی زنان در سائوپائولو، مجمع عمومی سازمان ملل متحد، نخستین مجمع جهانی جوانان در مورد صلح و امنیت در امان، اجلاس سران اتحادیه آفریقا و کنفرانس پردیس هزاره سازمان ملل به ایراد سخنرانی پرداخت.علاوه بر این، مویومبا با مقامات وزارت امور خارجه ایالات متحده و بانک جهانی در واشینگتن دی‌سی دیدار کرد تا همکاری‌های مشترک برای توسعه برنامه‌های جوانان آفریقایی را تقویت کند.
در ۳۰ مه ۲۰۱۸، مویومبا در مجمع اقتصادی بینالمللی سنپترزبورگ روسیه حضور یافت و در سخنرانی خود بر این نکته تأکید کرد که جهانیسازی یک ضرورت است و جهان امروز به اندازه‌ای که آفریقا به جهان نیاز دارد، به آفریقا نیز نیازمند است.
در ۳۰ نوامبر ۲۰۱۹، مویومبا از سمت ریاست اتحادیه جوانان پان‌آفریقایی کنار رفت تا مسئولیت جدید خود را به عنوان سناتور در پارلمان کنگو آغاز کند.

## حرفه سیاسی
در مارس ۲۰۱۹، مویومبا با رأی مجمع استانی هاوت-کاتانگا به عضویت مجلس سنای جمهوری دموکراتیک کنگو برگزیده شد. در ۳۲ سالگی، او به عنوان یکی از دو جوان‌ترین عضو این نهاد قانونگذاری، جایگاه خود را در میان سناتورها تثبیت کرد.

## زندگی شخصی
مویومبا ساکن کینشاسا، پایتخت جمهوری دموکراتیک کنگو است. در ژوئیه ۲۰۱۹، او در مراسمی با آیین‌های سنتی در کینشاسا با پاتریک نکانگا، همسر قدیمی‌اش و سخنگوی سابق حزب حاکم کنگو، ازدواج کرد.